# Calliandra pilosa
Calliandra pilosa là một loài rau đậu thuộc họ Fabaceae. Loài này chỉ có ở Jamaica.